# Zakimi gusuku
Zakimi gusuku (japonsky: 座喜味城) je gusuku (pevnost) v severní části Okinawy, Japonsko. Do současnosti se dochovaly pouze ruiny. Byla postavena na začátku 15. století vlivným rjúkjúským aristokratem Gosamaruem a strážila severní část ostrova Okinawa. Pevnost má dvě vnitřní nádvoří, každé s obloukovou bránou. Jsou to první okinawské kamenné brány s unikátním ústředním kamenem (nebo také vrcholovým klenákem).
Zakimi gusuku bylo v roce 2000, společně s dalšími památkami v prefektuře Okinawa, zapsáno na Seznam světového dědictví UNESCO pod názvem Gusuku a související památky na Království Rjúkjú.